# Air Traffic Controller 3
Air Traffic Controller 3 (ぼくは航空管制官 三つ Boku wa Kūkō Kanseikan San?, también conocido como "ATC3", "My Tube" o simplemente por el aeropuerto destacado (p. ej., ATC3 RJAAN) es un juego de rompecabezas de simulación japonés lanzado por TechnoBrain de 2008 a 2012. El juego tiene muchas ediciones que se lanzaron durante ese tiempo, incluidas algunas que cuentan con eventos especiales o aeropuertos como el antiguo Aeropuerto Internacional Kai Tak en Hong Kong o la Base de la Fuerza Aérea Kadena en Okinawa. . Es la tercera versión de la serie de simulaciones Air Traffic Controller.

## Gameplay
El objetivo de cada nivel es alcanzar la cantidad de puntos necesarios para pasar evitando muchos de los peligros de ser controlador de tráfico aéreo. Hay muchas razones que pueden hacer que un juego termine para el escenario, incluido un casi fallar, un ataque frontal durante el despegue o el rodaje, o tener suficientes puntos para pasar de nivel. Los jugadores también deben evitar que el nivel de estrés de los aviones aumente, lo que da como resultado que el juego termine si alcanza el 100%. Los jugadores también deben dirigir la aeronave en la dirección de la pista en dirección al viento, o de lo contrario, la aeronave realizará un giro automático según las decisiones del capitán. En algunos juegos, los jugadores pueden controlar el tráfico de otros aeropuertos.
Al final de cada uno hay una escena con una versión diferente del tema de apertura del juego. La apertura se puede desbloquear pasando al menos un nivel, mientras que el final requiere que el jugador complete la última etapa predeterminada.

## Aeropuertos

### Tokyo BigWing
- Aeropuerto: Aeropuerto Internacional de Tokio
- Aerolíneas: Japan Airlines, All Nippon Airways, Skymark Airlines, Hokkaido International Airlines, Japan Coast Guard
- Fecha de lanzamiento: 25 de febrero de 2008
- Versión: 1.03B (parche del sitio oficial)
- Eventos especiales: durante la Etapa 3, el primer avión que despegue de la pista 16L se encontrará con un impacto de pájaro y rodará de regreso a la puerta. Etapa 6, el aterrizaje de aeronaves en cualquiera de las pistas 34L y 34R provocará una microrráfaga y cizalladura del viento, lo que provocará el cierre de las pistas 34L y 34R durante algún tiempo.

### Okinawa BlueCorridor
- Aeropuerto: Aeropuerto de Naha
- Aerolíneas Japan Airlines, Japan Transocean Air, All Nippon Airways, Skymark Airlines, Japan Coast Guard, China Airlines, China Eastern Airlines, Asiana Airlines, Galaxy Airlines, Japan Air Self-Defense Force, Ryukyu Air Commuter, United States Navy, United States Air Force
- Fecha de lanzamiento: 2 de julio de 2008
- Versión: 1.03 (parche del sitio oficial)
- Capaz de controlar el tráfico de Kadena AFB[2]
- Eventos especiales: durante la etapa 4, el transbordador espacial estadounidense Enterprise aterrizará en la base aérea de Kaneda. Durante la etapa 5, un avión de la NASA aterrizará en la base aérea de Kaneda. Durante la etapa 6, la aeronave de la NASA llevará el transbordador espacial Enterprise de regreso a Guam.

### Osaka ParallelContact
- Aeropuerto: Aeropuerto Internacional de Osaka
- Airlines: Japan Airlines, All Nippon Airways, Japan Air Commuter y JAL Express
- Fecha de lanzamiento: 24 de octubre de 2008
- Eventos especiales: espere que cualquier avión de Techno Air le cause problemas en cualquier etapa en la que aparezca, que van desde emergencias médicas que conducen a solicitudes de regreso a la puerta de embarque, hasta errores de aterrizaje directos.

### ANA Edition
- Aeropuerto: Aeropuerto Internacional de Tokio
- Aerolíneas: All Nippon Airways
- Fecha de lanzamiento: 1 de noviembre de 2008
- Con el ANA Gold Jet y la capacidad de ver cómo se mueven las piezas en la aeronave, como los flaps y el tren de aterrizaje. También le permite ver la aeronave 360 °.

### Tokyo BigWing (English version)
- Aeropuerto: Aeropuerto Internacional de Tokio
- Fecha de lanzamiento: 17 de noviembre de 2008
- Versión: 1.06
- Todas las aerolíneas japonesas han sido reemplazadas por un nombre de color genérico (por ejemplo, azul, rojo, amarillo y verde) debido a problemas de derechos de autor.

### Hong Kong Kai Tak International Airport
- Aeropuerto: Aeropuerto de Kai Tak
- Aerolíneas: Cathay Pacific Airways, Dragon Air, China Eastern Airlines, Air France, Northwest Airlines, Northwest Cargo Airlines, Eva Air, All Nippon Airways, Japan Airlines, Garuda Indonesia, Air Hong Kong
- Fecha de lanzamiento: 27 de febrero de 2009
- Versión: 1.00
- Con el primer aeropuerto fuera de Japón y etapas más difíciles que incluyen casi accidentes más frecuentes, TechnoBrain Air no hace acto de presencia por primera vez.
- Nuevos aviones, incluidos Boeing 747-200/F, McDonnell Douglas MD-11 y Lockheed L-1011
- Muchas aerolíneas se presentarán con sus distintivos históricos.
- El Aeropuerto Internacional Chek Lap Kok hace una aparición en la apertura y en construcción del juego.[3]

### Sendai Airmanship
- Aeropuerto: Aeropuerto de Sendai
- Aerolíneas: Japan Trans Ocean Air, All Nippon Cargo Japan Airlines, All Nippon Airways, Hokkaido International Airlines, Ibex Airlines, Eva Air, Asiana Airlines, Japan Coast Guard, Ministry of Land, Infrastructure, Transport and Tourism (MLIT) , Aviation University
- Fecha de lanzamiento: 26 de junio de 2009
- Características especiales: Se devuelve la función de reducción de velocidad. Sin canal de entrega, trabajo asumido por Ground.
- Eventos especiales: Durante la Etapa 5, el Ministry of Land, Infrastructure, Transport and Tourism (MLIT) Dash 8 Q400 realizará la Inspección de la pista.

### New Chitose SnowingDay
- Aeropuerto: New Chitose Airport
- Aerolíneas: Japan Airlines, All Nippon Airways, Hokkaido International Airlines, Ibex Airlines, Skymark Airlines, SAT Airlines, Nippon Cargo Airlines, China Eastern Airlines, Cathay Pacific Airways, China Airlines, Japan Coast Guard,  Japan Air Self-Defense Force, Hokkaido Air System
- Air Force One (avión oficial del presidente de los EE.UU) Y Escort One (aviones de combate que escoltan al Air Force One) aparecen al final.
- Fecha de lanzamiento: 22 de octubre de 2009
- Característica especial: Durante las Etapas 2, 5, 6, el arado de nieve en la pista se convertirá en una opción (la pista con mucha nieve hará que la pista se cierre).
- Eventos especiales: durante la etapa 4, el 747 del gobierno de Japón aterrizará en el aeropuerto de Nuevo Chitose con escolta de aviones de combate, un avión F-15 marcado DESCONOCIDO (enemigo imaginario) en el radar aparecerá cerca del 747 del gobierno para ejercicio aéreo, después del ejercicio volará el escolta. de distancia, el 747 del Gobierno de Japón aterrizará en 18L (sin necesidad de autorización de aterrizaje). Durante la etapa 5, la aeronave de la Guardia Costera de Japón despegará para la operación de rescate de emergencia.

### Kansai International Airport CrossOver
- Aeropuerto: Aeropuerto Internacional de Kansai
- Airlines: Japan Airlines, All Nippon Airways, Skymark Airlines, Asiana Airlines, Eva Air, China Eastern Airlines, Cathay Pacific Airways, Thai Airways International, Air France, Finnair, Garuda Indonesia, United Airlines, Nippon Cargo Airlines, United Parcel Service , Japan Coast Guard
- Fecha de lanzamiento: 25 de febrero de 2010 (edición limitada), 19 de marzo de 2010 (normal)
- Se agregan funciones de separación de altitud y aproximación visual
- También existe la posibilidad de controlar el tráfico aéreo del aeropuerto internacional de Osaka y del aeropuerto de Kobe.
- El manejo de aves para ahuyentar a las aves de una pista hace que la pista se cierre momentáneamente en medio de la etapa 4.

### ExtendScenario 1 (expansion pack)
- Aeropuerto: Aeropuerto Internacional de Tokio, Aeropuerto Internacional de Osaka.
- Aerolíneas: Japan Airlines (ambos aeropuertos), All Nippon Airways (ambos aeropuertos), JAL Express (Osaka), Japan Air System (Osaka), Japan Air Commuter (Osaka), Ibex Airlines (Osaka), Hokkaido International Airlines (Tokio), Skymark Airlines (Tokio), Skynet Asia Airways,  Ministry of Land, Infrastructure, Transport and Tourism (MLIT) (Tokio)
- Fecha de lanzamiento: 21 de junio de 2010 (solo descarga)
- Cada aeropuerto tiene 2 etapas adicionales. El Concorde hace una aparición en el Aeropuerto Internacional de Tokio. Skynet Asia Airways, anteriormente incluida en ATC2, regresa al Aeropuerto Internacional de Tokio. Un jet de All Nippon Airways prueba en la pista de rodaje de la nueva terminal internacional del Aeropuerto Internacional de Tokio. Un avión que pertenece al Ministry of Land, Infrastructure, Transport and Tourism (MLIT) realiza una prueba ILS en la cuarta pista del Aeropuerto Internacional de Tokio, la pista D. Japan Airlines, All Nippon Airways y JAL Express usan sus distintivos antiguos en una de las dos etapas del Aeropuerto Internacional de Osaka, mientras que Japan Air System y Japan Air Commuter usan sus distintivos antes de la fusión con Japan Airlines. Ibex Airlines, anteriormente incluida en ATC2, regresa al Aeropuerto Internacional de Osaka. El YS-11 comercial hace una aparición en el Aeropuerto Internacional de Osaka.

### Tokyo Dream Gateway
- Aeropuerto: Aeropuerto Internacional de Tokio
- Aerolíneas: Japan Airlines, All Nippon Airways, Hokkaido International Airlines, Skymark Airlines, Skynet Asia Airways, Cathay Pacific Airways, Asiana Airlines, China Eastern Airlines, Shanghái Airlines, China Airlines, EVA Air, Thai Airways International, AirAsia X, Hawaiian Airlines, United Airlines, Japan Coast Guard, Japan Air Self-Defense Force, Ministry of Land, Infrastructure, Transport and Tourism (MLIT)
- Fecha de lanzamiento: 26 de agosto de 2010 (edición limitada), 27 de septiembre de 2010 (normal)
- Presenta la nueva D-Runway, la nueva terminal internacional y la nueva torre de control.
- En la etapa 4, hay una densa niebla alrededor del aeropuerto que obliga a todas las pistas, excepto la 34R, a cerrarse durante 30 minutos.

### ExtendScenario 2 (expansion pack)
- Aeropuerto: Aeropuerto de Sendai, Nuevo Aeropuerto de Chitose
- Aerolíneas: Japan Airlines (ambos aeropuertos), All Nippon Airways (ambos aeropuertos), Hokkaido International Airlines (ambos aeropuertos), Ibex Airlines (ambos aeropuertos), EVA Air (Sendai), Aviation University (Sendai), Asiana Airlines (Sendai), Cathay Pacific Airways (Nuevo Chitose), China Eastern Airlines (Nuevo Chitose), China Airlines (Nuevo Chitose), Japan Coast Guard (Nuevo Chitose), Japan Air Self-Defense ForceJapan Air Self-Defense Force (Nuevo Chitose), SAT Airlines (Nuevo Chitose), Skymark Airlines (Nuevo Chitose)
- Fecha de lanzamiento: 18 de octubre de 2010 (solo descarga)

### Kagoshima Islandline
- Aeropuerto: Aeropuerto de Kagoshima, Aeropuerto de Yakushima, Aeropuerto de Tanegashima, Aeropuerto de Amami, Aeropuerto de Kikai, Aeropuerto de Tokunoshima, Aeropuerto de Okinoerabu, Aeropuerto de Yoron
- Aerolíneas: Japan Airlines, All Nippon Airways, Skymark Airlines, Oriental Air Bridge, Skynet Asia Airways, Nakanihon Air Service, China Airlines, China Eastern Airlines, Japan Coast Guard, Japan Air Self-Defense Force, Nippon Cargo Airlines
- Fecha de lanzamiento: 17 de diciembre de 2010 (edición limitada), 21 de enero de 2011 (normal)
- En la etapa 4, hay 2 aviones haciendo touch-and-go (ambos aviones) y entrenamiento ILS de simulación (plano 2).
- En la etapa 5, se acerca un tifón. La mayoría de los aviones que van a las islas del sur regresan a Kagoshima porque los aeropuertos están cerrados.

### Ibaraki Airshow
- Aeropuerto: Aeropuerto de Ibaraki
- Aerolíneas: Skymark Airlines, Asiana Airlines, Japan Coast Guard, Japan Air Self-Defense Force, United States Air Force, United States Navy
- Fecha de lanzamiento: 24 de marzo de 2011
- Característica especial: una nueva forma de jugar ATC 3, en lugar de tener una barra de estrés en la parte superior, será reemplazada por una barra combinada de puntuación. El jugador tendrá que gestionar el Air Show en consecuencia para ganar puntos y combo.

### Honolulu International Airport
- Aeropuerto: Aeropuerto Internacional de Honolulu
- Aerolíneas: Japan Airlines, Hawaiian Airlines, United Airlines, China Airlines, UPS, Washin Air
- Fecha de lanzamiento: 22 de julio de 2011 (edición limitada)
- Segundo aeropuerto fuera de Japón
- Característica especial: Enfoque de HCF (asume el trabajo de Salida y Aproximación)
- La etapa 1 es una recreación ficticia del último vuelo de JAL 747-400 a Honolulu el 28 de febrero de 2011[4]

### ExtendScenario 3 (expansion pack)
- Aeropuerto: Aeropuerto de Kansai, Aeropuerto de Kagoshima
- Aerolíneas: Japan Airlines (ambos aeropuertos), All Nippon Airways (ambos aeropuertos), Skymark Airlines (ambos aeropuertos), China Eastern Airlines (Kansai), Asiana Airlines (Kansai), EVA Air (Kansai), Cathay Pacific Airways (Kansai), Thai Airways International (Kansai), Garuda Indonesia (Kansai), Air France (Kansai), Finnair (Kansai), United Airlines (Kansai), Solaseed Airlines (anteriormente conocida como Skynet Asia Airways y renombrada en julio de 2011, nueva apariencia de distintivo en Kagoshima), Nakanihon Air Service (Kagoshima), Japan Marine Force (Kagoshima)
- Fecha de lanzamiento: 26 de septiembre de 2011 (solo descarga)

### Narita World Wings
- Aeropuerto: Aeropuerto Internacional de Narita
- Aerolíneas: Japan Airlines Cargo, American Airlines, Japan Express, Japan Airlines, Skymark Airlines, IBEX Airlines, Air Canada, Aeroméxico, China Eastern Airlines, Asiana Airlines, EVA Air, China Airlines, Cathay Pacific Airways, Thai Airways International, Garuda Indonesia, Air France, Finnair, United Airlines, Philippine Airlines, China Cargo Airlines, Nippon Cargo Airlines, United Parcel Services (UPS)
- Fecha de lanzamiento: 22 de diciembre de 2011 (Edición de lujo), 20 de enero de 2012 (Regular)
- Característica especial: Primera campaña de aeropuerto en ATC 3 que no tiene ANA presente en el aeropuerto y primer aeropuerto que presenta el Airbus A380 durante el juego. China Eastern Airline utilizará chino mandarín y japonés para el anuncio de cabina; China Airlines, EVA Air utilizarán japonés y taiwanés (el idioma tradicional de Taiwán) para el anuncio de cabina.

### ExtendScenario 4 (expansion pack)
- Aeropuerto: Kai Tak Airport, Nuevo Aeropuerto de Chitose
- Aerolíneas: Japan Airlines (ambos aeropuertos), All Nippon Airways (ambos aeropuertos), Skymark Airlines (New Chitose), China Eastern Airlines (ambos aeropuertos), EVA Air (Kai Tak), China Airlines (Nuevo Chitose), Cathay Pacific Airways ( ambos aeropuertos), Dragonair (Kai Tak), Garuda Indonesia (Kai Tak), Air France (Kai Tak), Air Hong Kong (Kai Tak), United Airlines (Kansai), IBEX Airlines (Nuevo Chitose), Japan Coast Guard (Nuevo Chitose), Japan Air Self-Defense Force (Nuevo Chitose), Hokkaido International Airlines (Nuevo Chitose), Hokkaido Air System (Nuevo Chitose)
- Fecha de lanzamiento: 26 de enero de 2012 (solo descarga)
- Se agregaron terminales y puertas internacionales al nuevo aeropuerto de Chitose

### ExtendScenario 5 (expansion pack)
- Aeropuerto: Aeropuerto de Naha, Aeropuerto de Ibaraki
- Aerolíneas: Japan Transocean Air (Naha), All Nippon Airways (Naha), Skymark Airlines (ambos aeropuertos), China Eastern Airlines (Naha), China Airlines (Naha), Asiana Airlines (Ibaraki), Japan Coast Guard (Ibaraki), Japan Air Self-Defense Force (Ibaraki), United States Air Force (Ibaraki), United States Navy (Ibaraki), Ryukyu Air Commuter (Naha)
- Fecha de lanzamiento: 12 de marzo de 2012 (solo descarga)
- La terminal de carga y los puestos de estacionamiento de aeronaves se trasladan a la parte norte del aeropuerto. La terminal internacional se expande y se hace cargo del área de la terminal de carga anterior

### ANA 787 Edition
- Aeropuerto: Aeropuerto Internacional de Tokio
- Aerolíneas: All Nippon Airways
- Fecha de lanzamiento: 27 de abril de 2012
- Boeing 787 tiene su primera aparición en este episodio.
- JAL ha sido reemplazado por un nombre de color genérico (rojo).
- Además de las dos etapas convencionales, también hay 2 minijuegos: dirigir al piloto a una puerta de estacionamiento y controlar el vehículo terrestre para mover los aviones (similar a los de ATC2).

### Narita Night Wings
- Aeropuerto: Aeropuerto Internacional de Narita
- Aerolíneas: Japan Airlines, Skymark Airlines, IBEX Airlines, Aeroméxico, China Eastern Airlines, Asiana Airlines, EVA Air, China Air, Cathay Pacific Airways, Thai Airways International, Garuda Indonesia, Air France, Finnair, United Airlines, Philippine Airlines, China Cargo Airlines, Nippon Cargo Airlines, United Parcel Services (UPS), China Airlines Cargo, Cathay Pacific Cargo airlines, All Nippon Airways
- Fecha de lanzamiento: 22 de junio de 2012 (edición limitada), 20 de julio de 2012 (normal)
- Característica especial: versión nocturna de Narita World Wings. ANA regresa al aeropuerto de Narita (Narita World Wing no tiene ANA presente). Ciertas etapas tendrán una inspección y mantenimiento repentinos de la calle de rodaje, lo que provocará el cierre de la calle de rodaje durante un cierto período de tiempo, y las aeronaves que chocan contra ella harán que la etapa falle.

### JAL Edition
- Aeropuerto: Aeropuerto Internacional de Tokio
- Aerolíneas: Japan Airways
- Fecha de lanzamiento: 11 de octubre de 2012 (edición limitada), 10 de noviembre de 2012 (normal)
- Aparte de las dos etapas convencionales, también hay 2 minijuegos que son diferentes a los que aparecieron antes: estacionar un Boeing 787 en un lugar y dirigir una Pasarela de acceso a aeronaves  a ese avión estacionado.

### ExtendScenario 6 (expansion pack)
- Aeropuerto: Aeropuerto Internacional de Tokio (Dream Gateway), Aeropuerto de Kagoshima
- Fecha de lanzamiento: 26 de octubre de 2012 (solo descarga)
- Este paquete proporciona 4 etapas para cada aeropuerto. Dedicado a los principiantes, todas las etapas son muy fáciles.

### ExtendScenario 7 (expansion pack)
- Aeropuerto: Aeropuerto Internacional de Tokio (Dream Gateway), Aeropuerto de Kagoshima
- Fecha de lanzamiento: 29 de noviembre de 2012 (solo descarga)
- Este paquete proporciona 3 etapas para cada aeropuerto. Dedicado a los expertos, todas las etapas son muy difíciles.

### Chubu Centrair International Airport
- Aeropuerto: Aeropuerto Internacional Chūbu Centrair
- Aerolíneas: Japan Airlines, Skymark Airlines, IBEX Airlines, All Nippon Airways, China Airlines, Nippon Cargo Airlines, EVA Airways, United Airlines, Thai Airways International, Cathay Pacific Airways, Finnair, Philippine Airlines, Asiana Airlines
- Fecha de lanzamiento: 16 de noviembre de 2012 (edición limitada), 21 de diciembre de 2012 (normal)
- Característica especial: Primera aparición de los aviones cargueros B747-400-LCF y B747-8F. En las últimas etapas habrá un Air Show en el aeropuerto que le da al jugador un desafío mayor.